# Parasaissetia nairobica
Parasaissetia nairobica är en insektsart som först beskrevs av De Lotto 1957.  Parasaissetia nairobica ingår i släktet Parasaissetia och familjen skålsköldlöss. Inga underarter finns listade i Catalogue of Life.